# Stephane Moraille
Stephane Moraille (13 août 1970, Port-au-Prince) est une auteure-compositrice-interprète et avocate québécoise d'origine haïtienne.
Elle commence sa carrière musicale en 1997, au sein du groupe montréalais Bran Van 3000, avec l'album Glee. Membre du groupe depuis ses débuts, elle chante sur les trois albums ultérieurs, Discosis, Rosé et The Garden.
En 2017, elle sort un premier EP solo, Pi Wo, prélude à son album Daïva qui est lancé le 23 février 2018.
Stephane Moraille est aussi candidate du Nouveau Parti démocratique dans la circonscription fédérale de Bourassa lors de l'élection partielle de 25 novembre 2013,. 
Avocate spécialisée en droit des médias, elle est membre du Barreau depuis 2001.
Elle est nommée le 6 juin 2018 comme membre indépendant du conseil d’administration du Conseil des arts et des lettres du Québec.

## Musique

### 1993-1996: Shauna Davis Project[7]
Stephane Moraille se fait connaître dans le monde de la musique électronique avec le Shauna Davis Project en 1995. Le tube Get Away est nommé pour un Prix Juno et un MuchMusic Video Awards au Canada. 

### 1997-2001: Bran Van 3000
Stephane Moraille est membre fondatrice du collectif Bran Van 3000. L'album Glee, sorti en 1997, est certifié or. La voix de Moraille figure sur le titre Drinking in L.A., qui se hisse dans le top 5 des hit-parades pop et alternatifs du monde entier, et a atteint la deuxième place au Royaume-Uni,.

### 2017-présent: Stéphane Moraille
En 2017, Stephane avec un EP Pi Wo et l'album Daiva qui a suivi. 

## Discographie
- 2017 : Pi Wo (EP)

1. Favourite
2. Fanm vanyan
3. Expensive (Aloufa)
4. Pi Wo2018 : Daïva
5. Favourite
6. Fanm vayan
7. Supernova
8. Twilit
9. Zanmi
10. Expensive (Aloufa)
11. Good Hands
12. Pi Wo
13. Reckoning
14. Babylon